# PanSa East Football Club
Le PanSa East Football Club est un club samoan-américain de football basé à Pago Pago, la capitale du pays. C'est l'un des clubs les plus titrés des Samoa américaines, avec quatre titres de champion remportés. Il joue ses rencontres à domicile au Veterans Memorial Stadium de Pago Pago.

## Histoire
Le club est fondé à Pago Pago en 1996. Il remporte son premier titre, le championnat national, quatre ans plus tard puis connaît une période de domination nationale durant les années 2000, puisque le club ajoute à son palmarès trois autres titres de champion en cinq ans. 
Les succès en championnat ont permis au club de participer à plusieurs reprises à la Ligue des champions de l'OFC. Lors de leurs débuts continentaux, durant la Coupe des champions d'Océanie 2001, PanSa termine à la dernière place de sa poule, sans aucun point et est sanctionné pour avoir utilisé sept joueurs non qualifiés lors des deux premiers matchs du club dans la compétition. Ces deux rencontres sont donc données perdues sur tapis vert (2-0). Le PanSa FC ne peut aligner une équipe complète lors de la troisième rencontre, perdue une fois encore sur tapis vert. Enfin, l'équipe déclare forfait pour la dernière rencontre de poule. Cinq ans plus tard, lors de l'édition 2006, qualifiée grâce à son titre national obtenu l'année précédente, la formation de Pago Pago déclare forfait avant le début de la compétition.
PanSa East compte ou a compté de nombreux joueurs internationaux dans ses rangs, comme le gardien Nicky Salapu ou les défenseurs Alexander Victor et Travis Sinapati.
Le club dispose également d'une section féminine qui a remporté le championnat national en 2008 et 2019.

## Palmarès
- Championnat des Samoa américaines (4) :
  - Vainqueur en 2000 (partagé), 2001, 2002 et 2005